# NGC 6745/2
NGC 6745/2 је спирална галаксија у сазвежђу Лира која се налази на NGC листи објеката дубоког неба.
Деклинација објекта је + 40° 45' 33" а ректасцензија 19h 1m 41,9s. Привидна величина (магнитуда) објекта NGC 6745 износи 12,5 а фотографска магнитуда 13,3. NGC 67452 је још познат и под ознакама UGC 11391, CGCG 229-13, IRAS 19000+4040, PGC 200361.